# Fruitland (Iowa)
Fruitland és una població dels Estats Units a l'estat d'Iowa. Segons el cens del 2000 tenia 703 habitants.

## Demografia
Segons el cens del 2000, Fruitland tenia 703 habitants, 242 habitatges, i 205 famílies. La densitat de població era de 150,8 habitants/km².
Dels 242 habitatges en un 39,3% hi vivien nens de menys de 18 anys, en un 72,3% hi vivien parelles casades, en un 7,9% dones solteres, i en un 14,9% no eren unitats familiars. En el 9,1% dels habitatges hi vivien persones soles el 2,9% de les quals corresponia a persones de 65 anys o més que vivien soles. El nombre mitjà de persones vivint en cada habitatge era de 2,9 i el nombre mitjà de persones que vivien en cada família era de 3,06.
Per edats la població es repartia de la següent manera: un 26,3% tenia menys de 18 anys, un 8% entre 18 i 24, un 32,7% entre 25 i 44, un 27% de 45 a 60 i un 6% 65 anys o més.
L'edat mediana era de 35 anys. Per cada 100 dones de 18 o més anys hi havia 107,2 homes.
La renda mediana per habitatge era de 57.250 $ i la renda mediana per família de 57.708 $. Els homes tenien una renda mediana de 42.171 $ mentre que les dones 24.464 $. La renda per capita de la població era de 20.270 $. Entorn de l'1,4% de les famílies i el 2,4% de la població estaven per davall del llindar de pobresa.

## Poblacions properes
El següent diagrama mostra les poblacions més properes.